# Christopher Neil
Christopher Neil (1948) è un produttore discografico, cantautore e attore britannico.
Ha prodotto dischi per A-ha, Amazulu, Bonnie Tyler, Céline Dion, Cher, Dollar, Edyta Górniak, Gerry Rafferty, Jennifer Rush, José Carreras, Leo Sayer, Marillion, Mike + The Mechanics, Morten Harket, Paul Carrack, Paul Young, Rod Stewart, Shakin 'Stevens, Sheena Easton, The Moody Blues e Toyah Willcox.
Nel 1973, la sua canzone Help It Along arrivò terza alla gara annuale della BBC, A Song for Europe, eseguita da Cliff Richard. La traccia fu un singolo di successo nel corso dell'anno per Cliff e diede il titolo al suo album live del 1974.
Neil iniziò a metà degli anni sessanta come cantante del gruppo di Manchester, Chuckles. Nel 1972 pubblicò un album solista intitolato Where I Belong sotto etichetta discografica RAK Records.
La sua carriera continuò come attore di teatro, recitando negli anni '70 in opere come Jesus Christ Superstar e Leaping Ginger al Royal Exchange Theatre Manchester. Christopher recitò anche per il cinema e i film in cui recitò ricordiamo The Sex Thief (1973), Eskimo Nell (1975) e Three for All (1975), e nel 1976 recitò nella serie TV britannica Rock Follies. Tra il 1977 e il 1978 interpretò dei ruoli in due delle tre commedie britanniche Adventures of...: Adventures of a Private Eye e il film finale della trilogia, Adventures of a Plumber's Mate. Oltre ad assumere il ruolo principale, scrisse e registrò anche le canzoni tema dei due film. Dal 1976, Neil ha presentato il programma per bambini della BBC You And Me.

## Discografia

### Album
- 1972 - Where I Belong

## Singoli prodotti
Anni '70
- 1976: Dancing With the Captain (Paul Nicholas)
- 1976: Grandma's Party (Paul Nicholas)
- 1977: Heaven on the 7th Floor (Paul Nicholas)
- 1978: Dancing in the City (Marshall Hain)
- 1979: Love's Gotta Hold on Me (Dollar)
- 1979: I Wanna Hold Your Hand (Dollar)

Anni '80
- 1980: Modern Girl (Sheena Easton)
- 1980: 9 to 5 / Morning Train (Sheena Easton)
- 1980: I Could Be So Good for You (Dennis Waterman)
- 1981: For Your Eyes Only (Sheena Easton)
- 1983: Cry Just a Little Bit (Shakin' Stevens)
- 1984: A Rockin' Good Way (Bonnye Tyler, Shakin' Stevens)
- 1984: Teardrops (Shakin' Stevens)
- 1985: Silent Running (On Dangerous Ground) (Mike + The Mechanics)
- 1986: Too Good to Be Forgotten (Amazulu)
- 1986: All I Need Is a Miracle (Mike + The Mechanics)
- 1987: Don't Shed a Tear (Paul Carrack)
- 1989: The Living Years (Mike + The Mechanics)

Anni '90
- 1990: Where Does My Heart Beat Now (Céline Dion)
- 1994: Think Twice (Céline Dion)

Anni 2000
- 2004: Ma Nouvelle-France (Céline Dion)